# Čremošné
Čremošné (in ungherese Turócmeggyes) è un comune della Slovacchia facente parte del distretto di Turčianske Teplice, nella regione di Žilina.